# The White Buffalo (músico)
The White Buffalo é o nome artístico do músico, cantor e compositor americano Jake Smith, um barítono de Óregon influenciado por músicos de folk como Bob Dylan e Leonard Cohen. As canções de Smith, de uma série de pelo menos dez EPs e álbuns de estúdio lançados desde 2002, forneceram canções para uma variedade de mídias populares americanas, incluindo as séries de televisão Sons of Anarchy, Californication, The Punisher, Longmire, This Is Us, como bem como o filme de surf Shelter de 2001.

## Estilo e influências
Smith é barítono e é conhecido por uma ampla variedade de tons em seu canto e por incorporar assobios em sua música, ou seja, no lugar da gaita frequentemente usada na música de raiz, bem como por suas referências a Deus e à guerra em suas letras. Seu estilo de cantar foi comparado ao do falecido cantor e compositor Richie Havens. Ele é um cantor-compositor de melodia convincente e letras intrincadas, abrangendo linhas confusas de country, rock, folk, grunge e americana ao longo do caminho.
Smith cresceu ouvindo música country e punk rock. Sua narrativa foi comparada à de músicos folk como Townes Van Zandt e Steve Earle.

## Carreira
O primeiro álbum completo do White Buffalo, Hogtied Like a Rodeo, estreou em 2002. Isto foi seguido por The White Buffalo EP, produzido por Koool G Murder de Eels, que Smith afirma ser sobre "relacionamentos, amor, perda e bebida com um pouco de assassinato misturado". Este EP foi musicalmente baseado em folk acústico e country blues. Ele regravou o primeiro álbum na sala de um amigo em 2008, rebatizando-o de Hogtied Revisited, em uma mistura de elementos dos gêneros folk, rock moderno e country alternativo .
Em 2010, um segundo EP, novamente musicalmente baseado no folk, Prepare for Black and Blue, foi gravado em seis dias com o produtor Jimmy Messer e lançado pelo selo Ruffshod de Chad Stokes pela Nettwerk Records. A música e o artista chamaram a atenção de Bruce Witkin e Ryan Dorn da Unison Music, que então assinaram com The White Buffalo e co-produziram Once Upon a Time in the West, um álbum que fez a transição para um rock mais root . som, com algumas músicas ainda mantendo um estilo folk.
Em 2013, um quarto LP, uma mistura de folk e um pouco de blues rock, Shadows, Greys, and Evil Ways, foi lançado pelo Unison Music Group com críticas positivas. NY1 declarou: "Desde Living with War, de Neil Young, não houve uma declaração artística tão forte sobre as ocupações deste país."
O álbum musicalmente variado, Love and the Death of Damnation, foi lançado em 2015. Nele, diversas músicas eram calcadas no rock de raiz, enquanto a música "Chico" incorporava música latina, "Last Call to Heaven" fundia folk, blues e jazz, e "Come On Love, Come On In" era uma música soul .
Em agosto de 2017, Smith lançou duas faixas de seu próximo álbum Darkest Darks, Lightest Lights, os singles "Avalon" e "The Observatory", este último uma mistura de soft-rock e country-folk, o primeiro, que conta a história da busca de paz de um homem rebelde, sendo descrito pela Billboard como uma "canção de rock expansiva com toque country". Darkest Darks, Lightest Lights, uma mistura de rock alternativo, blues, country e folk, foi lançado em outubro de 2017 com críticas positivas e foi o álbum de rock mais eletrificado de Smith até então.

### Na mídia popular
Depois que uma fita pirata com a música de Smith chegou às mãos do surfista profissional Chris Malloy, uma de suas canções, "Wrong", foi apresentada no filme de surf de Malloy, Shelter . Isso eventualmente levou a mais trabalhos de trilha e composição de filmes, com muitas de suas canções apresentadas no programa de sucesso da FX, Sons of Anarchy, Californication da Showtime, bem como comerciais para o Wal-Mart.
Várias de suas canções foram apresentadas em Sons of Anarchy . Mais notavelmente, em 2014, ele e The Forest Rangers cantaram a música final da 7ª temporada, "Come Join the Murder", escrita pelo criador do programa, Kurt Sutter . A música estreou no número 9 no Hot Rock Chart da Billboard e conquistou o 93º lugar no Hot 100. Outras canções que aparecem em Sons of Anarchy incluem "Matador", "Damned", "Wish It Was True", " House of the Rising Sun " (com The Forest Rangers ), " The Whistler", "Set My Body Free", "Sweet Hereafter", "Oh querida, o que eu fiz", e " Bohemian Rhapsody " (com The Forest Rangers ). A "House of the Rising Sun", apresentada com The Forest Rangers, foi apresentada na quarta temporada de Sons of Anarchy. O EP digital do White Buffalo, Lost and Found,  apresentando "Wish It Was True", foi usado na terceira temporada de Sons of Anarchy . "Bohemian Rhapsody" e "Come Join the Murder" foram incluídos em Sons of Anarchy: Songs of Anarchy Vol. 4 álbum.
A música "The Observatory" de Darkest Darks, Lightest Lights (2017)  foi apresentada no episódio "The 5th Wheel" de This Is Us . A música de Smith "Where Dirt and Water Collide" foi apresentada na série Longmire da Netflix, no sétimo episódio da sexta temporada.
A música do White Buffalo apareceu em filmes, programas de TV e videogames.

### Tours

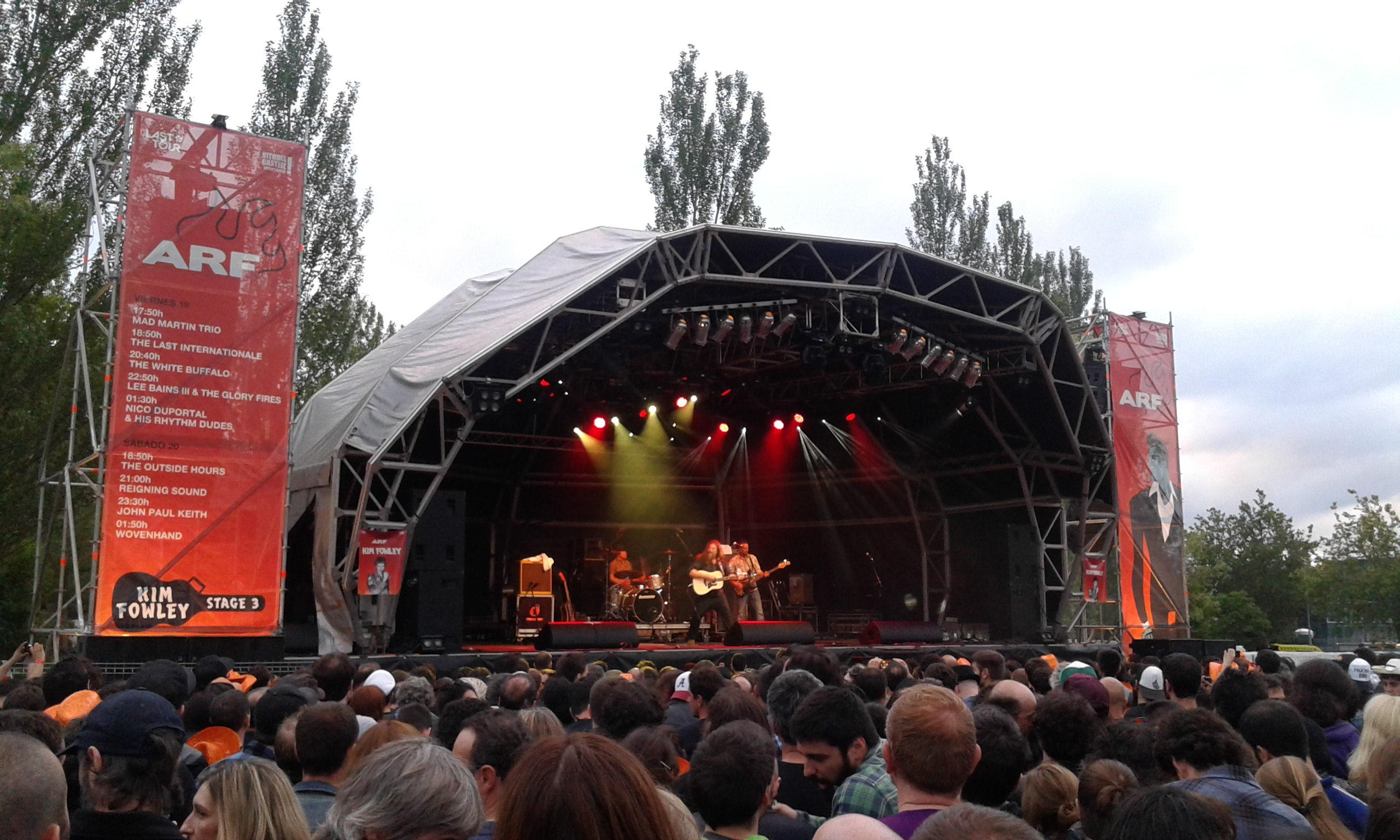
The White Buffalo se apresentando em 2015 (Azkena Rock Festival, Vitória-Gasteiz).

Smith era um garçom de São Francisco que arrastava seu violão para abrir noites de microfone uma ou duas vezes por ano. Quando lhe pediram em 2002 para permitir uma música no filme Shelter do surfista Chris Malloy, ele largou o emprego e se mudou para Orange County. Ele viajou incansavelmente, às vezes dirigindo 1.600 quilômetros entre os shows.
Nos últimos anos, White Buffalo fez shows nacional e internacionalmente com artistas como Ryan Bingham, Donavan Frankenreiter, Gomez, Xavier Rudd, State Radio, Jack Johnson, Ziggy Marley e Grace Potter and the Nocturnals, entre muitos outros.